# Севастопольская военно-морская база
Севастопольская военно-морская база — главная военно-морская база Черноморского флота ВМФ ВС России.

## История военно-морской базы

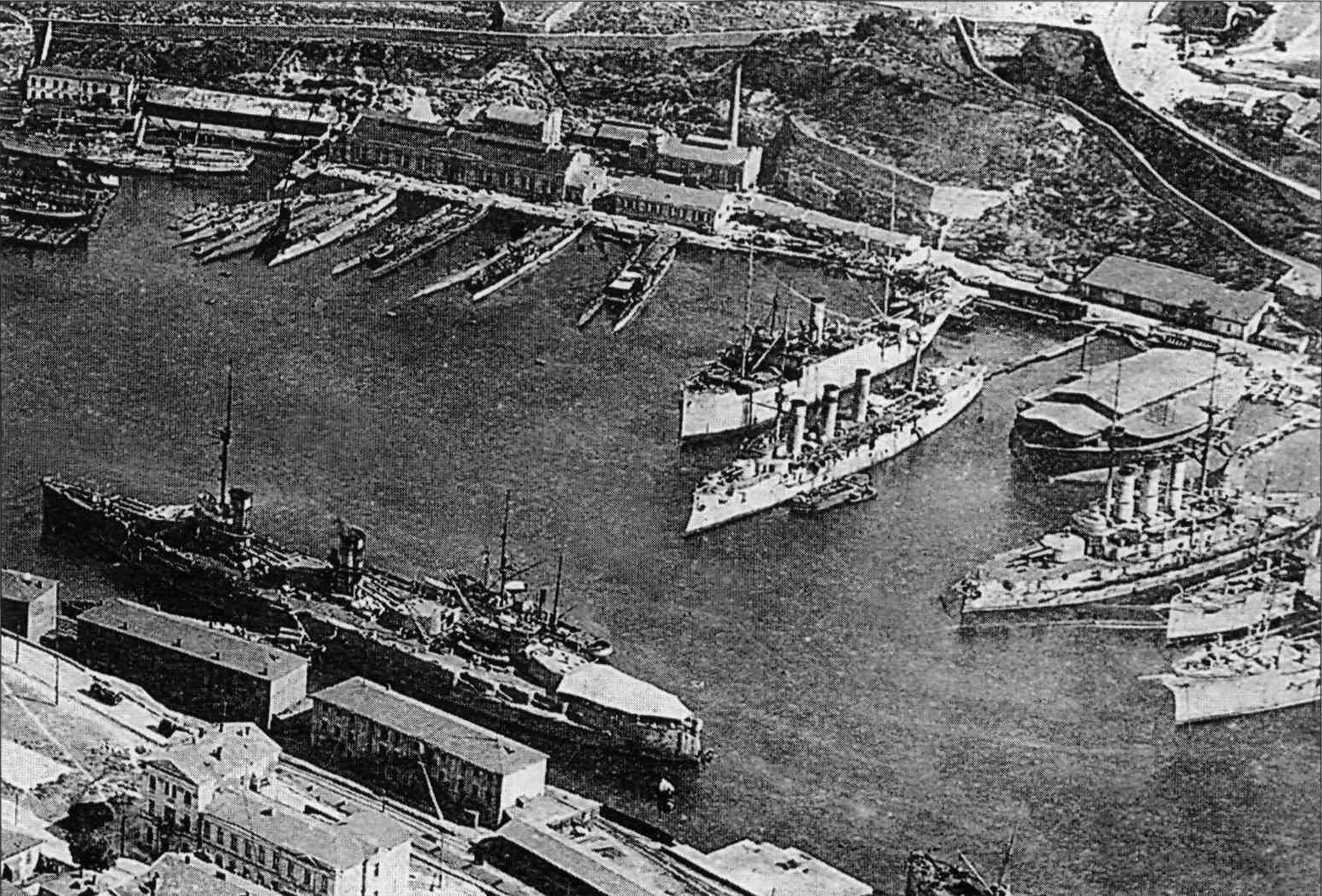
База в 1918 году

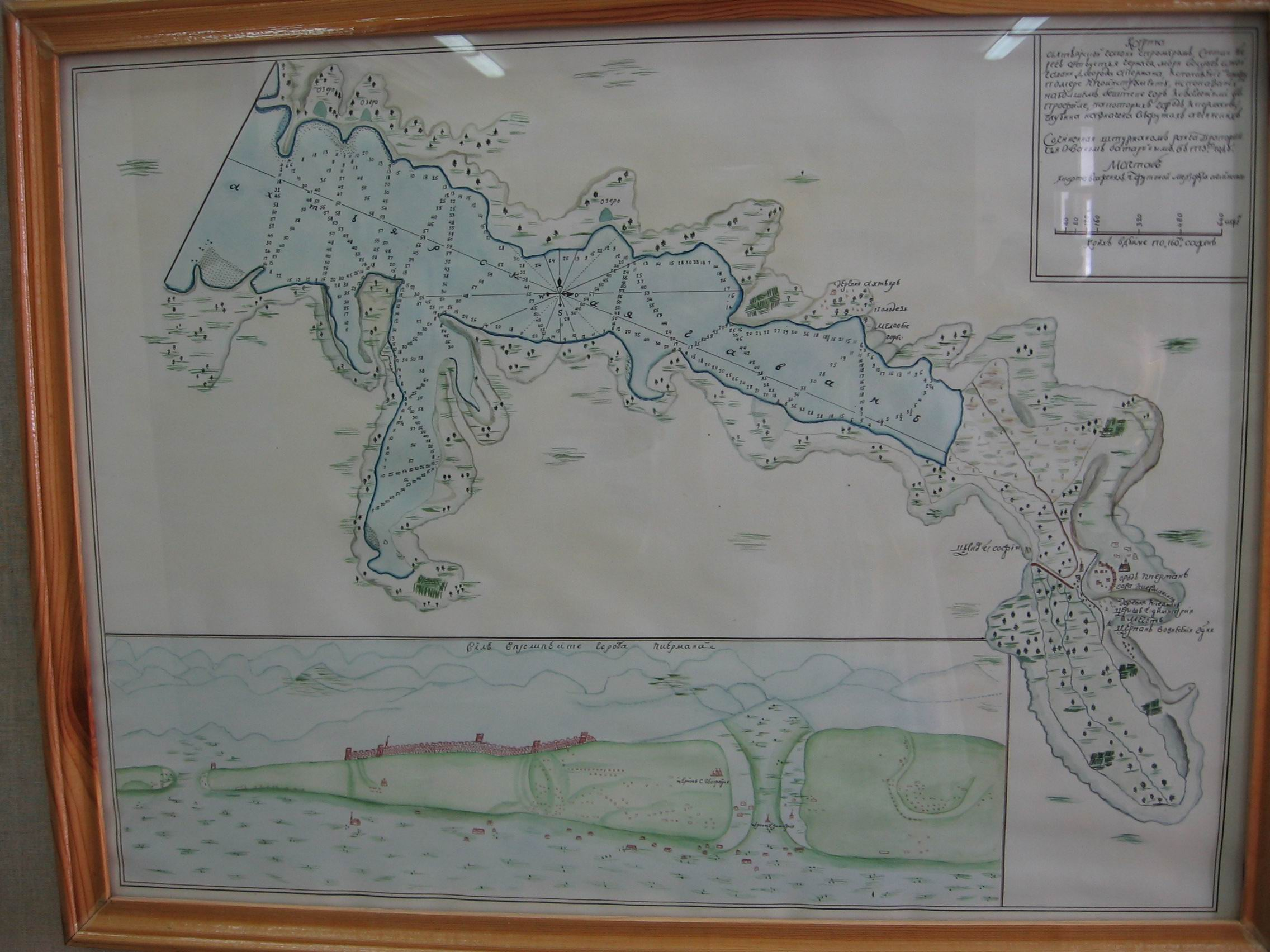
Первая карта Ахтиарской (Севастопольской) бухты, составленная мореплавателем Иваном Батуриным и его командой, 1773 год

Севастопольская военно-морская база — это важный военный объект, расположенный на черноморском побережье Крымского полуострова. История военно-морской базы восходит к концу XVIII века, когда Российская империя присоединила Крым и построила порт, чтобы установить сильное военно-морское присутствие в регионе.
Строительство Севастопольского порта началось в 1772 году во время русско-турецкой войны (1768—1774) и было завершено в 1783 году. 13 мая 1783 года первые одиннадцать кораблей Российского императорского флота прибыли в Севастопольскую бухту, положив начало долгой и богатой истории военно-морской базы.
Во время Крымской войны (1853—1856 гг.) военно-морская база столкнулась со своей первой серьёзной проблемой. Чтобы предотвратить проникновение вражеских кораблей в бухту, в 1854 году все крупные корабли были затоплены у входа в бухту. Город оборонялся от союзных армий Франции, Великобритании, Османской империи и Пьемонт-Сардинии в течение 349 дней. В конце концов, русским пришлось оставить Севастополь 9 сентября 1855 года.
Севастопольская военно-морская база также сыграла важную роль во время Первой и Второй мировых войн. В 1918 году императорская армия Германии оккупировала Севастополь 1 мая 1918 года, несмотря на продолжающиеся переговоры о заключении Брест-Литовского договора. Во время Второй мировой войны Черноморский флот советского ВМФ отразил первую воздушную атаку нацистских немецких люфтваффе, но в конечном итоге пал перед немцами 4 июля 1942 года после 250 дней обороны.
После распада Советского Союза военно-морская база перешла под юрисдикцию Объединённых вооружённых сил Содружества Независимых Государств, а позже регулировалась отдельным договором между Российской Федерацией и Украиной. В 1997 году был подписан Договор о разделе Черноморского флота, который позволил выделенным Россией кораблям оставаться на территории Украины до 2017 года, деля Севастопольскую бухту с кораблями ВМС Украины. Россия выплачивала Украине ежегодную арендную плату за использование базы до 2014 года, как это регулировалось Договором о разделе Черноморского флота и Харьковским пактом.
Однако аннексия Крыма Российской Федерацией в 2014 году привела к тому, что военно-морская база вновь перешла под контроль России. Сегодня военно-морская база в Севастополе остаётся жизненно важным объектом для российского флота, обеспечивающим выход в Чёрное и Средиземное моря.
В конце сентября — начале октября 2023 года, после украинских ударов ракетами и БПЛА по расположенным в районе Севастопольской военно-морской базы военным кораблям, значительная их часть была отведена из Севастополя глубже в тыл, в порты Феодосии на востоке Крыма и Новороссийска на северо-востоке российского побережья Чёрного моря. Как минимум 17 судов переведены в Новороссийск, включая три ударные подлодки и два фрегата. Отведённые корабли все ещё способны атаковать украинские порты и электросети ракетами, и ЧФ РФ сохраняет существенное присутствие в Севастополе, включая два фрегата, два корвета, три десантных корабля и подлодку. Однако отвод кораблей из Севастополя, захваченного Россией в 2014 году, указывает, что полномасштабное вторжение РФ в Украину ударило по самой России. Военные удары Украины ограничили возможности российского ЧФ в Чёрном море.

## Акватория
Севастопольская военно-морская база полностью расположена на административной территории города-героя Севастополя. Имеет несколько причалов, расположенных в нескольких бухтах Севастополя — Северной, Южной, Карантинной и другие.

### Боновое заграждение
Вход в Северную бухту с моря до 1990-х годов защищался противолодочным и противокатерным боно-сетевым заграждением (БСЗ) для защиты от торпед, выпущенных с подводной лодки, и против прорыва в бухту торпедных катеров. Первая линия противокатерных бон с двумя концевыми противоторпедными сетями была поставлена в 1954 году; вторая линия состояла из 15 противоторпедных сетей, но не доходила полностью до берегов бухты, а крайние полотнища сетей, протяжённостью 70 метров, не достигали дна бухты — у южного берега (Александровский мыс) на 3—6 метров при глубине в этом месте 6—9 метров, у северного берега (Константиновский мыс) — на 4—6 метров при глубине 6—11 метров. Первая линия боно-сетевого заграждения состояла из чередующихся шпал и рейдовых бочек. Секции сетевого заграждения второй линии, составленные из колец малого диаметра, имели массу 2—3 тонны, длину 70 метров и глубину до 15 метров каждая. Общая протяжённость сетевого заграждения во второй линии составляла 1220 м.
В середине сетевого заграждения были предусмотрены ворота шириной 140 метров (при глубине моря в этом месте 18 м). Ворота первой линии также имели ширину 140 метров и закрывались боковыми воротами при помощи дежурного буксира (ворота открывались и закрывались с разрешения оперативного дежурного штаба флота по приказанию оперативного дежурного дивизии кораблей охраны водного района (ОВР) через командный пункт управления районом. В светлое время суток ворота заграждения должны были находиться открытыми. Их закрытие должно было производится: полностью — по приказанию командира дивизии ОВРа, частичное (только ворота первой линии в светлое время суток) — по приказанию оперативного дежурного штаба дивизии ОВРа. Закрытие на «малый проход» для катеров в тёмное время суток выполнялось только по приказанию оперативного дежурного штаба дивизии ОВРа с разрешения оперативного дежурного штаба флота. В тёмное время суток ворота боковых и сетевых заграждений должны были быть закрытыми и открываться полностью только с разрешения оперативного дежурного штаба флота, согласно приказу по флоту. Однако по причине большого движения кораблей и плавсредств и слабого контроля со стороны оперативно-дежурной службы боковые ворота часто оставались открытыми. Наблюдения за заграждением производились днём и ночью с Константиновского рейдового поста, при штормовой погоде ночью линии заграждения освещались прожекторами.

## Система базирования

### Севастопольская бухта

#### Минная стенка
Минная стенка или Минный причал расположена на северо-западном берегу Южной бухты Севастополя, южнее Графской пристани. Ещё до Революции 1917 года здесь швартовались эскадренные миноносцы Минной бригады Черноморского флота. В начале 1950-х годов на месте дощатого Минного причала был построен новый причал с твёрдым покрытием. Причальную линию новой Минной стенки (причалы № 84 и 85) заняли корабли 187-й бригады эскадренных миноносцев эскадры ЧФ. К Минной стенке ведёт широкая лестница-спуск со стороны улицы Ленина.

#### Причалы Северной стороны
12-й, 13-й, 14-й, 15-й причалы
После Великой Отечественной войны в связи с численным увеличением корабельного состава Эскадры Черноморского флота, потребовались новые места для стоянки кораблей. Для этого на участке скалистого берега Северной стороны между Севастопольским доком и бухтой Голландия флот приступил к строительству 12-го, 13-го и 14-го причалов. Были построены причалы и создана необходимая инфраструктура: портальный кран (для погрузки ракет), здание ремонтной мастерской, музей, оборудованы подъездные пути. Корабли 2-го ранга 21-й бригады противолодочных кораблей швартовались у 14-го причала, ракетные корабли из состава 150-й бригады ракетных кораблей швартовались у 12-го причала.
Нефтяная гавань

#### Куриная стенка
Между Инженерной и Доковыми бухтами находятся причалы № 7 и № 8 так называемой Куриной стенки или пристани. Здесь ранее базировались малые ракетные корабли 166-го Краснознамённого Новороссийского дивизиона малых ракетных кораблей. .

### Другие бухты

#### Карантинная бухта
В Карантинной бухте на четырёх причалах базируются ракетные катера проекта 1241.

#### Балаклавская бухта
До 1990-х годов в Балаклавской бухте базировались дизель-электрические подводные лодки 27-й и 155-й бригад подводных лодок ЧФ.

## Корабли и суда, дислоцированные в Севастополе

### Северная бухта
30-я дивизия надводных кораблей
11-я бригада противолодочных кораблей
- ГРКР «Москва». Бортовой номер — 121
- БПК «Керчь». Бортовой номер — 753 (выведен из состава флота в 2015 г.)
- БПК «Сметливый». Бортовой номер — 870 (выведен из состава флота в 2020 г.)
- СКР «Ладный». Бортовой номер — 861
- СКР «Пытливый». Бортовой номер — 868
- Фрегат «Адмирал Григорович». Бортовой номер — 494
- Фрегат «Адмирал Эссен». Бортовой номер — 751
- Фрегат «Адмирал Макаров». Бортовой номер — 799

197-я бригада десантных кораблей
- БДК «Николай Фильченков» на ремонте в Севастополе. Бортовой номер — 152
- БДК «Орск». Бортовой номер — 148
- БДК «Саратов». Бортовой номер — 150
- БДК «Азов». Бортовой номер — 151
- БДК «Новочеркасск». Бортовой номер — 142
- БДК «Цезарь Куников». Бортовой номер — 158
- БДК «Ямал». Бортовой номер — 156

400-й дивизион противолодочных кораблей
- МПК «Александровец» на ремонте в Севастополе. Бортовой номер — 059
- МПК «Суздалец». Бортовой номер — 071
- МПК «Муромец». Бортовой номер — 064
- МПК «Владимирец». Бортовой номер — 060

166-й Новороссийский дивизион малых ракетных кораблей
- РКВП «Бора». Бортовой номер — 615
- РКВП «Самум». Бортовой номер — 616
- МРК «Штиль». Бортовой номер — 620
- МРК «Мираж». Бортовой номер — 617

### Южная бухта
418-й дивизион тральщиков
- МТЩ «Ковровец». Бортовой номер — 913
- МТЩ «И. К. Голубец». Бортовой номер — 911
- МТЩ «Турбинист». Бортовой номер — 912
- МТЩ «Вице-адмирал Жуков». Бортовой номер — 909

247-й отдельный дивизион подводных лодок
- Б-871 «Алроса»
- Б-380 «Святой князь Георгий» на ремонте в Севастополе
- ПЗС-50
- УТС-247
- ТЛ-997 (торпедолов). Бортовой номер — 997
- ТЛ-1539 (торпедолов). На ремонте в Севастополе. Бортовой номер — 1539
- ВМ-122

### Карантинная бухта
295-й Сулинский дивизион ракетных катеров
- РКА «Р-60». Бортовой номер — 955
- РКА «Р-239». Бортовой номер — 953
- РКА «Р-109». Бортовой номер — 952
- РКА «Р-71». Бортовой номер — 962
- РКА «Ивановец». Бортовой номер — 954
- КВМ-332
- КВМ-702
- БУК-645. Бортовой номер — 645
- ТЛ-857 (торпедолов). Бортовой номер — 857

## Командиры базы
Базой в различное время командовали:
- 12 апреля 1944 — 11 октября 1944 — капитан 1-го ранга А. М. Филиппов;
- 11 октября 1944 — 7 февраля 1945 — вице-адмирал В. Г. Фадеев.